# Hòa ước Giáp Tuất (1874)
Hiệp ước Giáp Tuất 1874 là bản hiệp định thứ hai giữa nhà Nguyễn và Pháp, được ký vào ngày 15 tháng 3 năm 1874 giữa đại diện của triều Nguyễn là Lê Tuấn - Chánh sứ toàn quyền đại thần, Nguyễn Văn Tường - Phó sứ toàn quyền đại thần và đại diện của Pháp là Paul-Louis-Félix Philastre - Toàn quyền đại thần, Thống đốc Nam Kỳ. Hiệp ước gồm có 22 điều khoản với nội dung chính là thay thế bản Hòa ước Nhâm Tuất (1862). Theo đó, để Pháp lui binh khỏi Bắc Kỳ, nhà Nguyễn đồng ý cắt nhượng chủ quyền ở 6 tỉnh Nam Kỳ cho Pháp, chấp nhận việc ngoại giao phải lệ thuộc vào Pháp, mở cửa cho Pháp tự do buôn bán tại các cảng biển và trên sông Hồng, có quyền tự do truyền đạo Thiên chúa. Chủ quyền lãnh thổ và nền độc lập của Việt Nam đã gần như bị mất sau hiệp ước này.

## Nguyên nhân ký hiệp ước
Sau khi ký xong Hòa ước Nhâm Tuất 1862, Pháp chiếm đóng và cai trị 3 tỉnh miền Đông Nam Kỳ. Pháp quyết định xâm chiếm và lấy hết 3 tỉnh miền Tây còn lại của Nam Kỳ, và đến năm 1867 họ đã lấy thành công 3 tỉnh này sau khi Kinh lược sứ Phan Thanh Giản quyết định giao các thành cho Pháp do biết không chống đỡ nổi.
Sau khi củng cố Nam Kỳ, nhân sự rối ren ở Bắc Kỳ, Pháp đã quyết định từng bước tiến ra với mục đích chiếm lấy Bắc Kỳ. Để mục đích được thuận lợi, Pháp ra những yêu sách rất ngang ngược với triều đình Huế về các quyền lợi ở Bắc Kỳ rồi đưa quân ra và chiếm lần lượt các thành Hà Nội, Nam Định, Ninh Bình, Hải Dương, Hưng Yên,Phủ Lí.
Tình hình diễn ra ở Bắc Kỳ cũng như sự chiếm đóng các tỉnh Tây Nam Kỳ dẫn tới vi phạm vào bản Hiệp ước Nhâm Tuất 1862 mà hai bên đã ký, và dẫn tới việc Pháp thay thế hiệp ước mới bằng bản Hoà ước Giáp Tuất 1874 có lợi hơn cho Pháp.

## Tình hình
Francis Garnier lúc bấy giờ đã chiếm được thành Hà Nội nhưng lực lượng quân sự của triều đình Huế vẫn còn do Hoàng Tá Viêm cầm đầu. Quân của Hoàng Tá Viêm phối hợp với quân Cờ Đen của Lưu Vĩnh Phúc vây Hà Nội. Garnier đem quân đi đánh thì bị phục kích giết chết tại Cầu Giấy.
Trước cái chết của F. Garnier, phía Pháp đồng ý nghị hòa. Nguyễn Văn Tường thay mặt cho triều đình Huế ký hòa ước Giáp Tuất (1874). Theo đó thì có hai điểm chính:
- Triều đình công nhận Nam Kỳ là thuộc địa của Pháp;
- Pháp đồng ý trao trả Hà Nội và các tỉnh đã bị chiếm ở Bắc Kỳ cho triều đình Huế.

Một điểm mâu thuẫn trong hiệp ước này là một mặt Pháp công nhận sự độc lập của Việt Nam đối với các nước khác (điều 2) nhưng đồng thời lại đòi chính sách ngoại giao của Việt Nam phải thích ứng với chính sách ngoại giao của Pháp (điều 3). Thật sự ra ở thời điểm này, Pháp vừa mới thoát ra khỏi cuộc Chiến tranh Pháp-Phổ nên không coi đó là thời cơ thuận lợi cho một cuộc viễn chinh lâu dài. Vì thế Pháp đồng ý hòa giải nhưng vẫn giữ cho mình một vài cớ để can thiệp về sau này.

## Nội dung
- Triều đình Huế thừa nhận 6 tỉnh Nam Kỳ là đất thuộc Pháp
- Công nhận quyền đi lại, kiểm soát, buôn bán và điều tra tình hình của Pháp
- Nền ngoại giao Việt Nam lệ thuộc vào đường lối ngoại giao của Pháp.